# دسباسيتو
«ببطء» أو دسباسيتو (بالإسبانية: Despacito)‏ هي أغنية منفردة للمغنيين البورتوريكيين لويس فونسي ودادي يانكي، وهي من إنتاج شركة يونيفرسال ميوزيك، حققت الأغنية نجاحاً كبيراً لتكون الأكثر بثاً على الإطلاق في تاريخ الإنترنت. التشكيلة الموسيقية لأغنية «دسباسيتو» بينت نوعًا من التراث الموسيقي الراقص في بورتوريكو، الذي يتمتع بإيقاعات لاتينية. شوهدت الأغنية حتى يوم 20 أبريل سنة 2021 حوالي 7,306,440,414 مرة على موقع يوتيوب.
زاد من نجاح الأغنية مشاركة مغني البوب الكندي جاستين بيبر، بعد إطلاق نسخة معدلة من الأغنية. تصدرت أغنية دسباسيتو على صدارة التصنيف الأمريكي لأفضل الأغنيات مدة 10 أسابيع، وذلك لأول مرة تحقق أغنية إسبانية هذا الإنجاز منذ أغنية ماكارينا سنة 1996.
في 2018، حققت الأغنية رقماً قياسيا جديداً، حيث وصلت عدد مرات مشاهدتها على اليوتيوب إلى 5.88 مليار، وتصدرت قائمة مقاطع فيديو يوتيوب الأكثر مشاهدة.
لكن في 10 أبريل 2018 تعرض يوتيوب إلى قرصنة مما تسبب في اختفاء 5 ملايين مشاهدة لدسباسيتو واستغرقت القرصنة ثلاثة دقائق، لكن بتدخل إدارة يوتيوب تم استرجاع الأغنية.

## روابط خارجية
- دسباسيتو على موقع أول موفي (الإنجليزية)